# B-Kvarteret (København)
 Der er for få eller ingen kildehenvisninger i denne artikel, hvilket er et problem. Du kan hjælpe ved at angive troværdige kilder til de påstande, som fremføres i artiklen.

B-Kvarteret eller København B var et postdistrikt, der eksisterede fra omkring 1860 til omkring 1925. Det omfattede, hvad man i dag ville kalde Metropolzonen og Indre Vesterbro med Kødbyen. Området blev betjent fra et postkontor på banegården (forgængeren til Hovedbanegården). Omkring 1925 blev det en del af "København V".

## B-Kvarteret i litteraturen
I Sommerglæder (1902) 
skriver Herman Bang: "Konsulatets to Sønner, som [.....] havde Lejlighed i B-Kvarteret, hvor Konsulinden under sine københavnske Ophold tog ind, efter at have givet sine Sønner et nogenlunde langt Varsel om sin Ankomst".